# Dennis Everberg
Dennis Alexander Everberg (* 31. Dezember 1991 in Västerås) ist ein schwedischer Eishockeyspieler, der seit April 2019 erneut beim Rögle BK in der Svenska Hockeyligan unter Vertrag steht und dort auf der Position des rechten Flügelstürmers spielt. Mit der schwedischen Nationalmannschaft gewann er die Goldmedaille bei den Weltmeisterschaften 2017 und 2018. Sein Vater Paul Andersson Everberg war ebenfalls professioneller Eishockeyspieler.

## Karriere

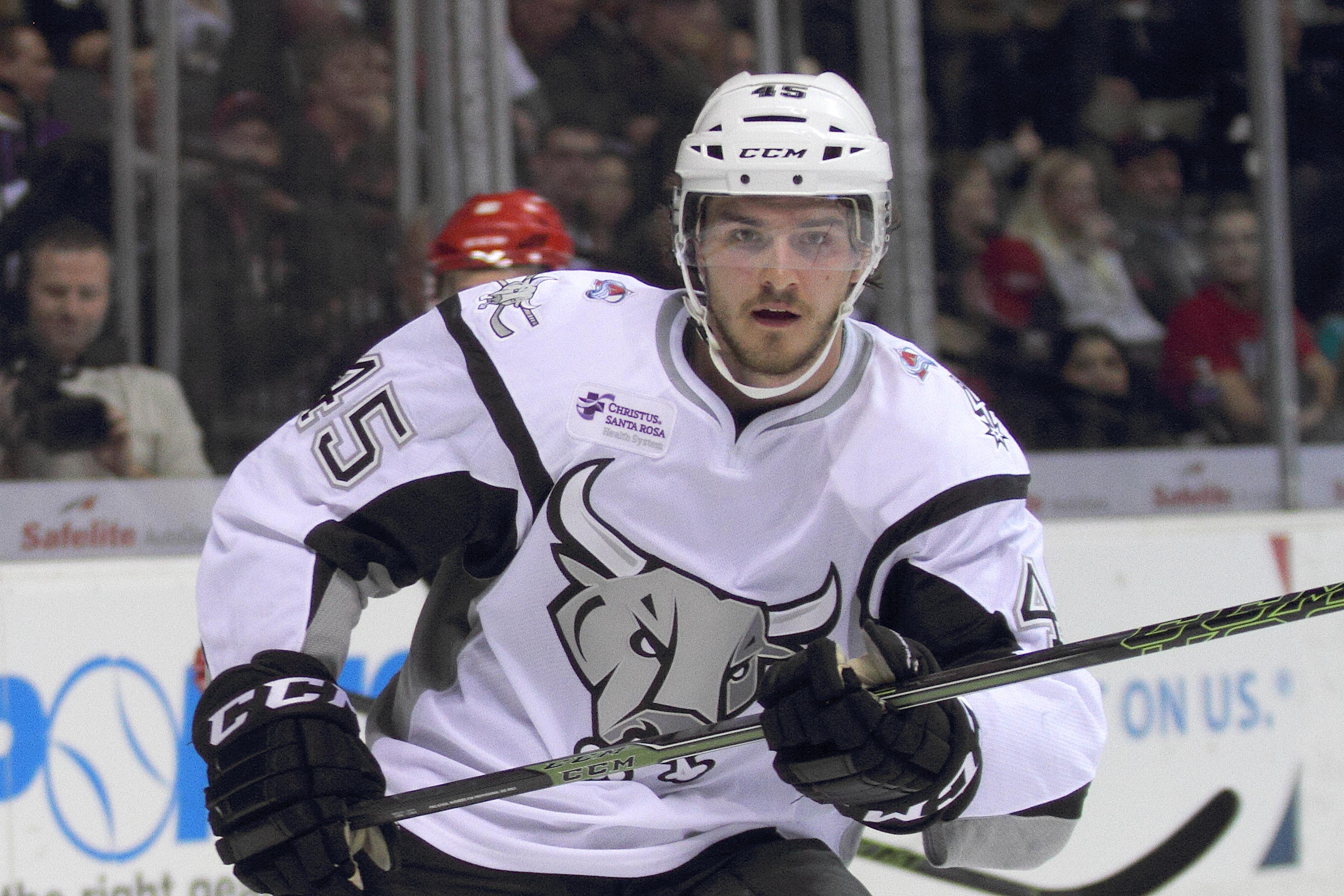
Everberg im Trikot der San Antonio Rampage (2015)

Everberg entstammt der Jugendabteilung des VIK Västerås HK, dem Klub seiner Geburtsstadt. Ab dem Sommer 2007 lief der Stürmer für den Rögle BK auf – zunächst für die U18-Junioren, später das U20-Team in der J20 SuperElit und ab 2009 erstmals für die Herrenmannschaft in der Elitserien. Nachdem der Klub aus der höchsten schwedischen Spielklasse in die zweitklassige Allsvenskan abgestiegen war, etablierte sich Everberg mit Beginn der Saison 2010/11 im Stammkader. Am Ende der Spielzeit 2011/12 gelang mit dem Wiederaufstieg die Rückkehr ins schwedische Oberhaus. Der Angreifer blieb trotz des erneuten Abstiegs in der Folgesaison noch zwei weitere Jahre in Rögle.
Im Mai 2014 sicherte sich schließlich die Colorado Avalanche aus der National Hockey League (NHL) für zwei Jahre die Dienste des ungedrafteten Free Agents. Über das Trainingslager schaffte Everberg umgehend den Sprung in den NHL-Kader und absolvierte – neben einigen Spielen in der American Hockey League – insgesamt 55 Partien für die Avalanche. Nach einer im April 2015 erlittenen Schulterverletzung gelang es dem Schweden zu Beginn der Saison 2015/16 nicht, sich einen Platz im Avalanche-Kader zu sichern, wodurch er hauptsächlich für die San Antonio Rampage in der AHL auflief.
Nach Auslauf seines Vertrages am Saisonende verzichtete der Restricted Free Agent auf ein Vertragsangebot der Avalanche und kehrte in seine Heimat zurück. Im Mai 2016 unterzeichnete er einen Vertrag bei den Växjö Lakers aus der Svenska Hockeyligan. Bei der Weltmeisterschaft 2017 gewann er mit der schwedischen Auswahl die Goldmedaille. In der Saison 2016/17 stand Everberg zunächst beim HK Awangard Omsk unter Vertrag, ehe er im Dezember 2017 im Tausch gegen Chad Rau an Neftechimik Nischnekamsk abgegeben wurde. Anschließend folgte eine weitere Goldmedaille bei der Weltmeisterschaft 2018.
Im Juli 2018 kehrte Everberg in die NHL zurück, als er einen Einjahresvertrag bei den Winnipeg Jets unterzeichnete. Die Jets setzten ihn ausschließlich bei ihrem Farmteam ein, den Manitoba Moose, bevor sein Vertrag bereits im November 2018 aufgelöst wurde. Wenige Tage später gab der EV Zug aus der Schweizer National League die Verpflichtung des Angreifers bekannt, der einen Vertrag bis zum Ende der Saison 2018/19 unterzeichnete. Im Sommer 2019 kehrte der Schwede in seine Heimat zurück, wo er sich erneut dem Rögle BK anschloss. Mit dem Klub wurde er in der Folge zweimal Vizemeister der heimischen Liga und gewann im Jahr 2022 die Champions Hockey League.

## Erfolge und Auszeichnungen
| - 2012 Aufstieg in die Elitserien mit dem Rögle BK - 2019 Schweizer Cupsieger mit dem EV Zug - 2021 Schwedischer Vizemeister mit Rögle BK | - 2022 Champions-Hockey-League-Gewinn mit dem Rögle BK - 2024 Schwedischer Vizemeister mit Rögle BK |

### International

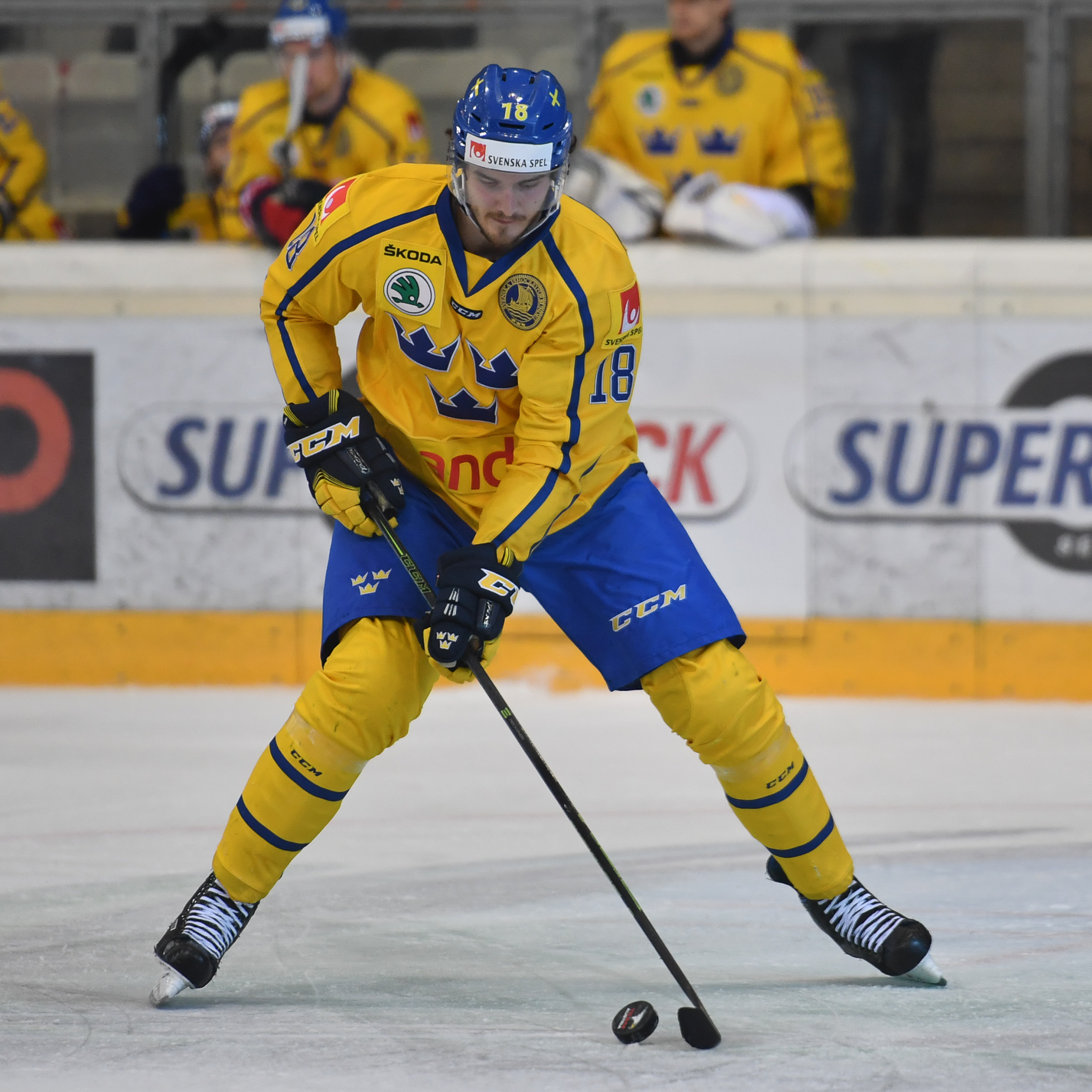
Everberg als Spieler der schwedischen Nationalmannschaft (2017)

- 2017 Goldmedaille bei der Weltmeisterschaft
- 2018 Goldmedaille bei der Weltmeisterschaft

## Karrierestatistik
Stand: Ende der Saison 2024/25

### International
Vertrat Schweden bei:
| - Weltmeisterschaft 2017 - Olympischen Winterspielen 2018 - Weltmeisterschaft 2018 | - Olympischen Winterspielen 2022 - Weltmeisterschaft 2023 |

(Legende zur Spielerstatistik: Sp oder GP = absolvierte Spiele; T oder G = erzielte Tore; V oder A = erzielte Assists; Pkt oder Pts = erzielte Scorerpunkte; SM oder PIM = erhaltene Strafminuten; +/− = Plus/Minus-Bilanz; PP = erzielte Überzahltore; SH = erzielte Unterzahltore; GW = erzielte Siegtore; 1 Play-downs/Relegation; Kursiv: Statistik nicht vollständig)